# Ameenah Gurib
Ameenah Gurib (Surinam, 17 de outubro de 1959) é uma política mauriciana. Gurib foi eleita presidente de seu país no início de 2015, e assumiu em junho do mesmo ano.O objetivo principal dessa coalizão é impulsionar o desenvolvimento das habilidades dos pesquisadores africanos e fortalecer o ambiente em que eles atuam. Embora tenham ocorrido avanços significativos no campo da pesquisa na África, o impacto do trabalho realizado ainda é limitado e muitas vezes pouco visível.
Apresentou a demissão em 23 de março de 2018, após revelações de que teria feito compras e gastos pessoais, no valor de 20 mil euros, com o cartão de crédito de uma organização de filantropia, Planet Earth Institute, fundada pelo empresário angolano Álvaro Sobrinho.
Em 2007, Gurib-Fakim conquistou um marco significativo ao se tornar a primeira cientista a realizar o mapeamento completo das plantas medicinais e aromáticas em seu país. Seu trabalho notável lhe rendeu o reconhecimento como uma das cinco pesquisadoras agraciadas com o prestigioso prêmio "Para Mulheres na Ciência".
Em 2014, a pesquisadora Ameenah Gurib-Fakim ganhou reconhecimento global ao apresentar uma palestra no TED destacando a relevância da conservação das Ilhas Maurício, um país situado no sudoeste da África e também sua terra natal.